# Sauromalus ater
El chacahuala del Noroeste (Sauromalus ater) es una especie de lagarto iguanio de la familia Iguanidae que se encuentra en los desiertos del sudoeste de América del Norte.

## Taxonomía
El nombre común "chuckwalla" (o chuckawalla) deriva de la palabra shoshone "tcaxxwal" o "caxwal", la forma utilizada por los indios Cahuilla del sureste de California.
El nombre del género, Sauromalus, es una combinación de dos palabras griegas: σαῦρος (sauros), que significa "lagarto", y ομαλυς (omalus) que significa "plana"; su nombre de especie, ater, procede del latín y significa "negro" u "oscuro".
Su epíteto original fue Sauromalus obesus, nombre que ya no está oficialmente reconocido pero que aún puede encontrarse en muchas referencias. En 1998, Bradford D. Hollingsworth examinando las variaciones en Sauromalus llegó a la conclusión de que sólo cinco especies deben ser reconocidas, entre ellas esta especie.

## Morfología
La chuckwalla norteña tiene un cuerpo grande y plano, con el vientre redondeado y la punta de la cola ancha. Puede alcanzar una longitud de 40 cm y un peso de 0,9 kg. La piel está recubierta de pequeñas escamas, con grandes escamas protegiendo las aberturas del oído.
La coloración varía según su hábitat, su edad, así como entre machos y hembras; en machos adultos la cabeza y el dorso sobre las cuatro patas son negros, con la parte central del cuerpo es clara moteada con marrón, mientras que las hembras adultas son de color marrón con manchas rojo oscuro; los jóvenes tienen cuatro o cinco grandes bandas en todo el cuerpo.

## Hábitat y biología
Inofensivos para los seres humanos, estos lagartos son conocidos por su forma de reaccionar ante una amenaza: cuando es perturbado, la chuckwalla norteña traga aire distendiendo su cuerpo en el interior de una grieta de una roca, con lo que el efecto cuña lo afianza e impide a sus depredadores capturarlo.
Los machos son condicionalmente territoriales, una abundancia de recursos tiende a crear una jerarquía basada en tamaño, con un gran macho dominante sobre las áreas de los machos más pequeños. Defienden estos territorios con demostraciones de color y fuerza física.
Estas iguanas están bien adaptadas a las condiciones del desierto, donde son activos de día a temperaturas de hasta 39 °C, pasando gran parte de las mañanas al sol. Hibernan durante el invierno y no despiertan hasta febrero. El apareamiento se produce a partir de abril a julio, con 5 a 16 huevos puestos entre junio y agosto, que eclosionan a finales de septiembre.
Son fundamentalmente herbívoros, alimentándose de cactus, aunque ocasionalmente comen insectos.